# Sycyna (wieś)
Sycyna – wieś położona w województwie lubelskim, w powiecie bialskim, w gminie Biała Podlaska.

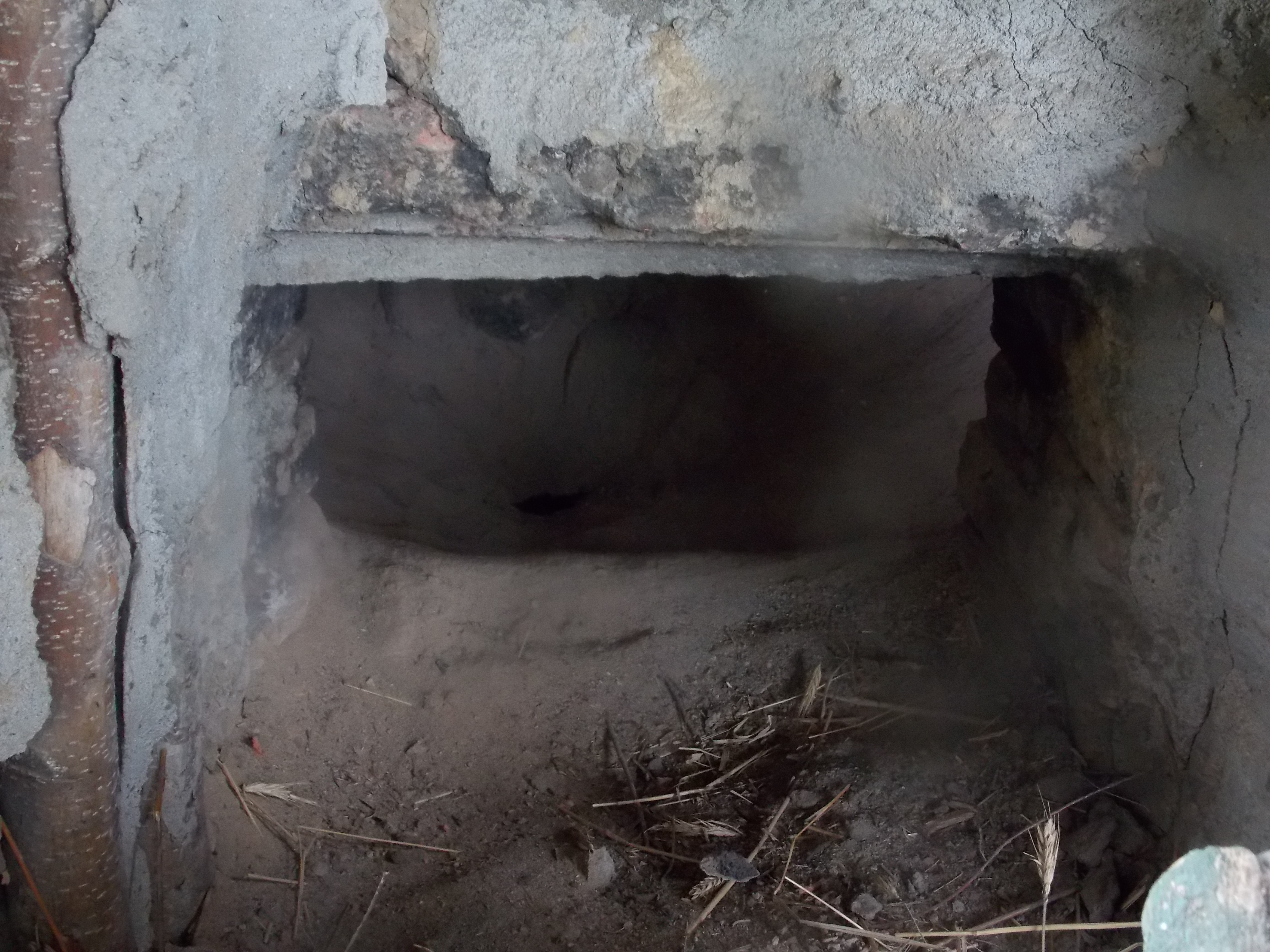
Rekonstrukcja smolnego pieca do produkcji smoły drzewnej w Sycynie

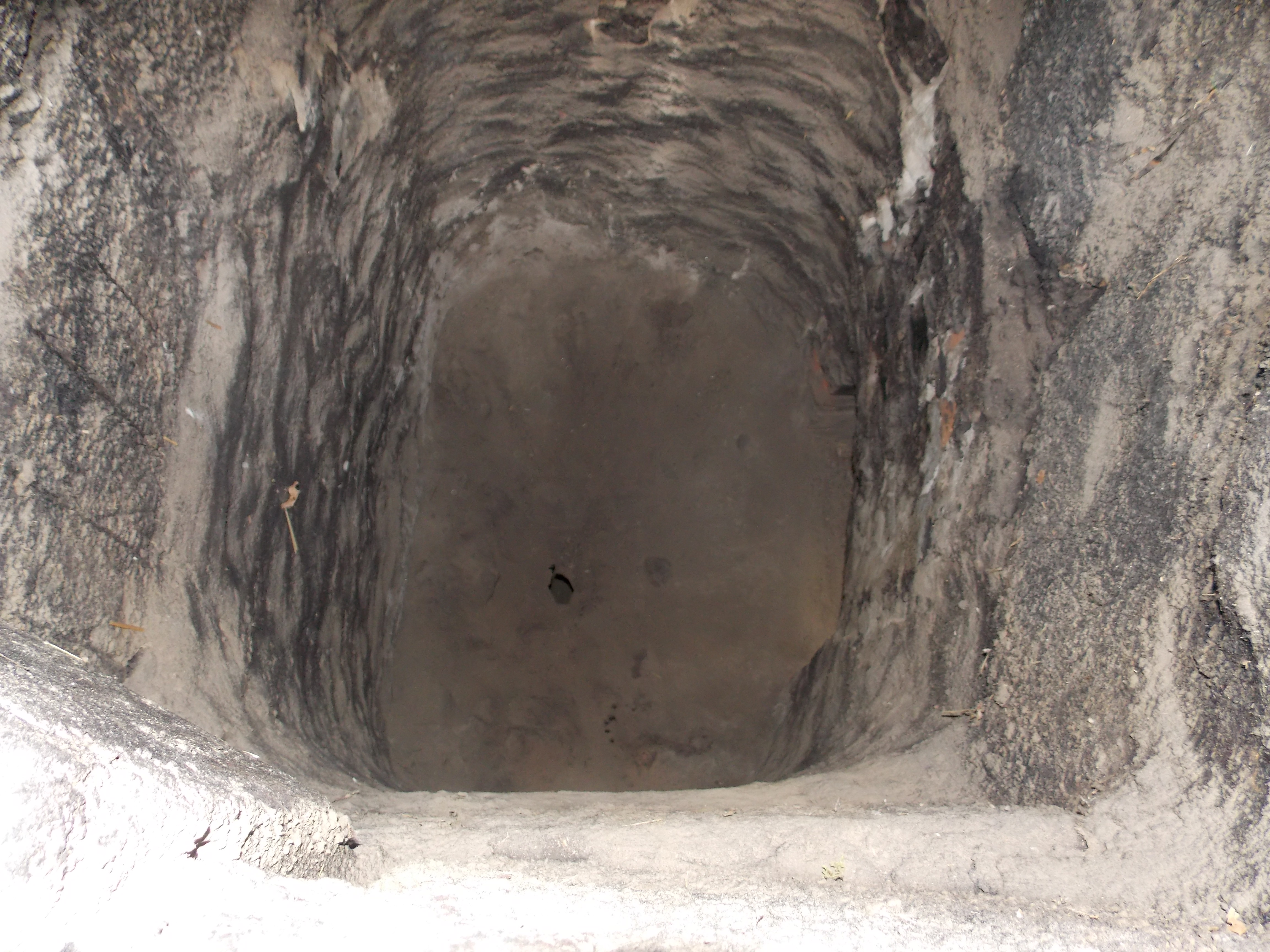
Budowa smolnego pieca, widoczne lejowate dno i otwór do podziemi

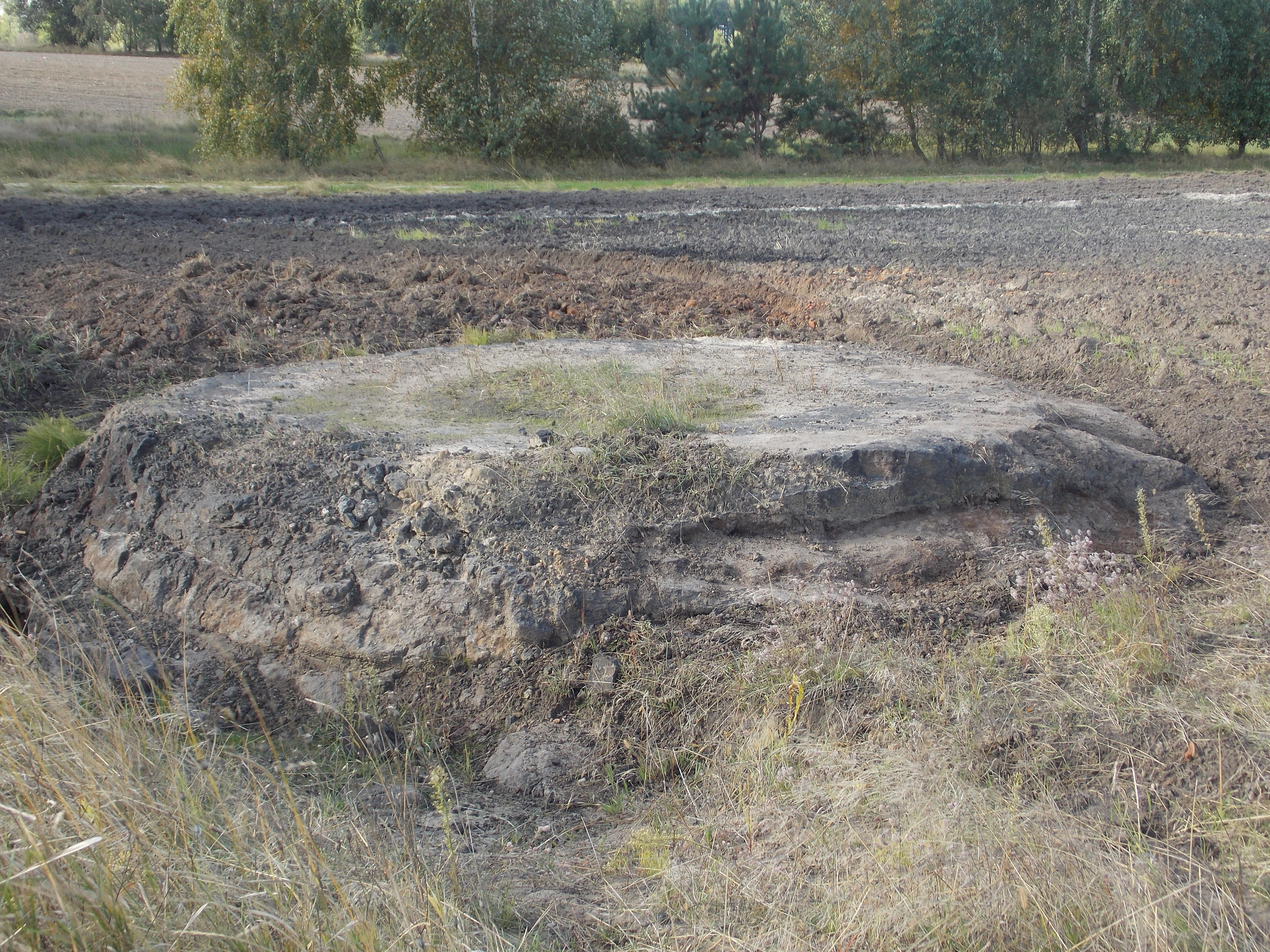
Smolny piec do wypału węgla drzewnego i smoły

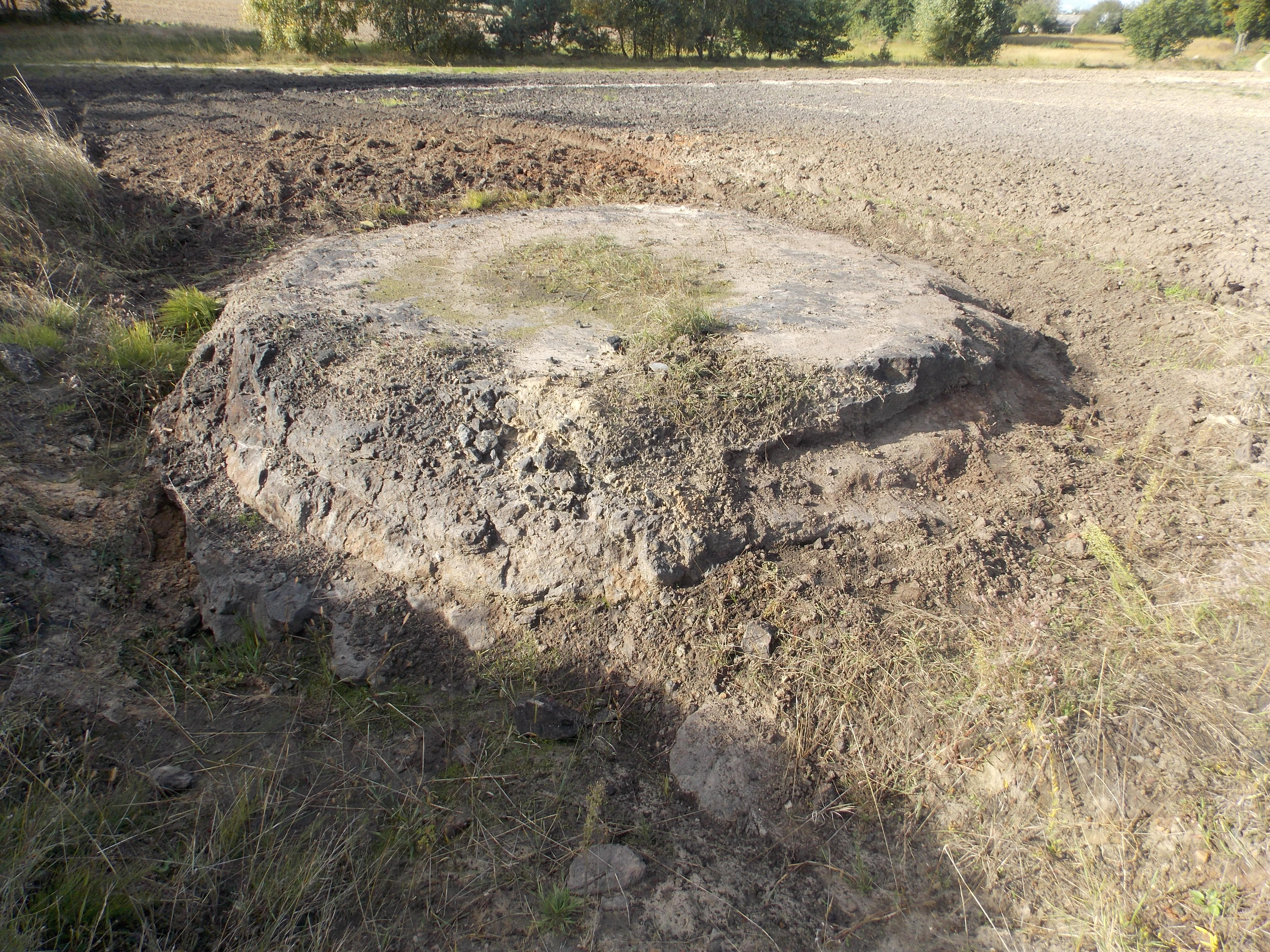
Szerokość pieca 5,30 m

W latach 1975–1998 miejscowość administracyjnie należała do województwa bialskopodlaskiego.
Wieś jest sołectwem w gminie Biała Podlaska. Według Narodowego Spisu Powszechnego z roku 2011 wieś liczyła 143 mieszkańców.
Wierni Kościoła rzymskokatolickiego należą do parafii Najświętszego Serca Pana Jezusa w Sworach.

## Historia
Wieś dawniej nazywana była Sycynka, później Syczyna. Istniała już w XV wieku jako mała wieś leżąca na trasie Warszawa-Moskwa. W 1537 r. była własnością Jana Rawicza Witanowskiego, dworzanina królewskiego. Około 1630 r. prawem zastawczym Sycynę dzierżył Piotr Krzysztof Witanowski. Wieś wraz z dworem i folwarkiem w Worońcu w 1789 r. należała do wojewody wileńskiego Radziwiłła, była w zastawie u W. Frankowskiego wicestarosty mielnickiego. Miała wówczas 34 domów, jeden dom należał do szlachcica Nowickiego. W 1836 r. Tomasz Mirski kapitan wojska Napoleona ożenił się z Konstancją Wołoszowską, kupił od Wittgensteinów dobra Woroniec i Sycynę.
Sycyna została nawiedzona przez zarazy: czarną ospę i cholerę w 1707 r. W wyniku pomoru większa część mieszkańców emigrowała w okolice Parczewa (dokładnie wsie Gęś i Rudno). Pozostali mieszkańcy przenieśli się na niższe tereny bliżej rzeki Krzny.
W Sycynie znajduje się cmentarz prawosławny, dawniej unicki, dzwonnica dębowa z XIX wieku, dawniej kryta gontem (teraz blachą) oraz fundamenty dawnej cerkwi unickiej spalonej w 1928 r. przez Ukraińców. Przed pożarem cerkwi nieznana osoba potajemnie wykradła dwie figury świętych apostołów św. Piotra i św. Pawła. Figury te znajdują się obecnie w kościele w Sworach. W ołtarzu cerkwi znajdował się duży obraz świętego Mikołaja. Karol Stanisław Radziwiłł ufundował w 1694 r. nową cerkiew unicką w Sycynie. W 1798 proboszczem był ks. Mikołaj Kościukiewicz Wizytacja cerkwi była w 1769 r., w 1813 r., 28 maja 1830 r. Katarzyna ze Skolimowskich Sroczkowska ofiarowała 600 zł na naprawę cerkwi. W aktach przed 1860 roku znajduje się świadectwo o cudownym uzdrowieniu za przyczyną Matki Boskiej znajdującej się w obrazie w cerkwi unickiej w Sycynie.
Cerkiew w Sycynie istniała w XV wieku, najpierw jako prawosławna. Następnie po unii brzeskiej parafia przeszła do kościoła greckokatolickiego. Unici w Sycynie uznali papieża za głowę Kościoła Greckokatolickiego i przyjęli dogmaty wiary, jednak zastrzegli sobie obrządek liturgii wschodniej, kalendarz juliański i małżeństwo księży. W XIX w. parafia była zarządzana przez dwóch księży. Plebania drewniana stała obok cmentarza. Parafia Sycyna musiała płacić do skarbu publicznego (Księstwa Warszawskiego) 160 złp, 10 złp 15 gr. Po 1863 r. do Sycyny przybył batiuszka Nikołajewicz, który zarządzał parafią już jako prawosławną. Batiuszka Nikołajewicz pisał później w 1885 r. w pamiętniku: Stara cerkiew wybudowana ołtarzem na wschód, pokryta słomą i cała wrośnięta w ziemię.
W 1915 r. ksiądz prawosławny i prawie cała wieś (zostały tylko cztery rodziny wyznania katolickiego), uciekając przed Niemcami, wyjechała na wschód do Rosji.
W miejscowości znajduje się kurhan w którym spoczywają Szwedzi z okresu potopu szwedzkiego.
Na końcu Sycyny istniała smolarnia, w której wytwarzano smołę drzewną z karpiny sosnowej przez spalanie smolnego drzewa z minimalnym dostępem powietrza w temp. 400 stopni.
W Sycynie istniał dwór, który został skonfiskowany po powstaniu styczniowym w 1864. Dwór stał na działce tuż za wsią.
W czasie powstania styczniowego dnia 24 lutego 1863 r. jeden z dowódców powstańczych Lewandowski dowiedział się, że dwie roty wojska carskiego pod dowództwem Aleksiejewa, przybyłe z Radzynia Podlaskiego, mają udać się do Białej Podlaskiej. Lewandowski wraz z Aleksandrem Szaniawskim, naczelnikiem wojskowym powiatu bialskiego, urządził zasadzkę w lesie pod Sycyną, koło posterunku poczty. Zasadzka jednak się nie udała, ponieważ wartownicy posnęli i zasadzka została za wcześnie wykryta. Powstańcy w sile 100 żołnierzy nie mieli szans z oddziałem liczącym 500 osób. Dowódca poległ 24 lutego około godz. 13:00, miał 43 lata, ciało Szaniawskiego zabrała jego żona, na miejscu potyczki powstańców stoi kamienny pomnik z 1934 r. sponsorowany przez księżnę Izabelę Mirską. Kamienny pomnik został odnowiony w 2006 r.
W Sycynie istniała karczma, zajazd, browar i cegielnia. Karczmę z zajazdem wybudowano w 1825 r. była własnością Leopolda Brzóski, znajdowała się przy obecnej drodze krajowej nr 2.
Wieś Sycynę można podziwiać na obrazach Wiesława Kładzia. Akwarele z dawnej Sycyny
W pierwszej poł. XX w. we wsi znajdowały się tylko dwie studnie z kamienia. Jedna wykopana była na początku wsi, a druga była koło kapliczki na końcu wioski. W sierpniu 1916 roku zatrzymał się w Sycynie w przemarszu z pierwszą Brygadą Legionów Józef Piłsudski. W okresie międzywojennym planowano postawić pomnik Piłsudskiemu. Sycyna w tym czasie należała do gminy Swory. Obszar wsi i leżących wokół pól wynosił 302 ha, wieś w 1938 r. zamieszkiwało 128 osób. Prawie wszyscy byli wyznania prawosławnego i należeli do parafii Nosów, gdyż cerkiew w Sycynie była nieczynna. Prawosławni z Sycyny w czasie okupacji hitlerowskiej należeli do parafii Dołha, po wojnie cerkiew była w starym sądzie w Białej Podlaskiej.
W lesie blisko wsi znajduje się mogiła około 120 Żydów, którzy zostali tutaj rozstrzelani. Żydów Niemcy wieźli jesienią na wykopki furmankami z getta z Białej. Przy drodze do Sycyny furmanki skierowano na pole, gdzie następnie Żydom rozdano łopaty na wykopanie dołu. Po egzekucji zamordowanych ludzi zakopali chłopi z Sycyny.
Z Sycyny wywieziono 20 rodzin prawosławnych w czasie Akcji „Wisła”. Chłopi mieli pół dnia, żeby zabrać cały majątek i przyjechać do Chotyłowa na stację kolejową. Tam ludzie czekali 2–3 dni, zanim ich załadowano na towarowe wagony. Mieszkańcy z Sycyny zostali podzieleni na dwie grupy, część pojechała do Szczecina, część do Olsztyna. Można było z powrotem wracać po 1956 roku.